# Kristallprinzessin
Die Kristallprinzessin ist ein Fahrgast-Motorschiff auf der Donau und konzipiert als Tagesausflugsschiff im Linienverkehr und für Themenfahrten. Das Schiff wird von der Donau-Schiffahrts-Gesellschaft Wurm + Noé betrieben. Es verfügt über 290 Plätze, davon 140 als Innenplätze.

## Geschichte
Das Schiff wurde von der ÖSWAG in Linz gebaut. Der Rumpf wurde 2011 in Serbien bei der Team-Werft in Novi Sad gebaut. Die Kristallprinzessin wurde Jahr 2012 an die Reederei Wurm + Köck ausgeliefert. Zur „Kristallflotte“ von Wurm + Köck gehören auch das Kristallschiff mit Heimathafen Passau und die in Regensburg registrierte Kristallkönigin. Die gemeinsame Taufe von Kristallkönigin und Kristallprinzessin wurde am 11. Juli 2012 von Karin Seehofer, der Gattin des bayerischen Ministerpräsidenten, in Regensburg vorgenommen.

## Besonderheiten
Im Innen- und Außenbereich des Schiffes wurden Kristallelemente des Unternehmens Swarovski in Lüstern, Treppen, Bar auf dem Außendeck und anderen Bauteilen verwendet.